# Велька-Весь (Мехувский повет)
Ве́лька-Весь (пол. Wielka Wieś) — село в Польше в сельской гмине Ксёнж-Вельки Мехувского повета Малопольского воеводства.
Село располагается в 2 км от административного центра гмины села Ксёнж-Вельки, в 14 км от административного центра повета города Мехув и в 46 км от административного центра воеводства города Краков.
В 1975—1998 годах село входило в состав Келецкого воеводства.